# 前野佳彦
前野 佳彦（まえの よしひこ、1953 - ）は、日本の哲学者、詩人、絵本作家。

## 経歴

### 生い立ち
福岡県生まれ。神社の境内で生を受ける。父の話を通じて、戦後焼け跡の残像と、そこに生まれた「原爆の子」としての自覚が、その後の定位遍歴と定位哲学の原点を形づくることになった。高校生の頃から哲学書に親しみ、ドイツ古典音楽に耽溺する。

前野佳彦近影

### 文化哲学期（1974年頃 - 1990年頃まで）
1974年、東京大学法学部を中退。法曹選択は父の強い希望だったが、葛藤の末、文化哲学を目指す。しかし、法学研究はその後も断続的に続けられ、後の制度論、文明情念論等に生かされることになった。1979年、東京大学大学院人文科学研究科修士課程修了。1980年 9月から1984年3月まで、当時の西ドイツ政府系の奨学金を得て、シュトゥットガルト大学哲学歴史学部、及びロンドン大学ワールブルク研究所に留学。ドイツ文化学の俊英ハインツ・シュラッファー教授、さらにイコノロジーの国際的権威エルンスト・ゴンブリッヒ教授に師事し、親しく指導を受ける。。この間、フィレンツェを中心にイタリア・ルネサンスの史跡の現地調査を繰り返す。
1984年、博士論文 "Der Begriff der Kultur bei Warburg, Nietzsche und Burckhardt" により、シュトゥットガルト大学哲学歴史学部博士学位（Dr.phil.）取得。シュラッファー教授が初めて与えたsumma cum laude (mit Auszeichnung) となった。この博士論文は翌年ドイツで出版され、その後国際的に高い評価を得た。
1986年頃、在野の一私学者として生きる決心を固める。その後1990年頃まで、足元の日本及び東洋全般の文化の特性解明を目指して大量の古典原点や漢籍、仏典、研究書を読破。1987年に『東洋的専制と疎外―民衆文化史のための制度批判―』（私家版、毎熊佳彦名義）を上梓。

### テラ・エトニカ期（1990年頃 - 2002年頃まで）
バブル期日本の精神心理状況を強く嫌悪し、その窒息感から、日本を脱出する心境で中国、西域、インド、スリランカ、トルコ、ギリシア、ベトナム、カンボジアなどを回る。単独行のバックパッカーとして、スケッチを行い散文詩を書く。この旅行は前野にとって〈テラ・エトニカ〉（エスニックな地球）として自覚された定位課題であり、その成果はそれぞれ散文詩付き絵画作品としてまとめられ、三回の個展で示された。
この時期、同時に〈全体ファンタジー〉への創作欲求が目覚める。試行錯誤の後、後年翻訳することになるブルケルト著『ホモ・ネカーンス』の読書を直接のきっかけとして、数年をかけて〈ホモ・ネカーンス〉という作品が試みられた。この創作体験が、後の児童文学（絵本）、純粋物語への転回に際してモデルを与え続けることになる。

### 学問研究への復帰（2002年頃 - 2014年頃まで）
復帰の直接のきっかけは、〈テラ・エトニカ〉の最後の地域として選んだカンボジアで、ある種の開悟を得たことであったという。また、復帰の内実的な基軸は、記号学への関心が本格化したこととも連動している。群馬山中にアトリエを移して始まった、記号論、現象学を方法の基軸とするこの第二の在野学問期は、非常に生産的な時期となった。

### 文化記号塾の組織・主宰（2007年頃 - 現在まで）
2007年頃、名古屋大学の大学院生を対象とした前野の『言語記号系と主体』の読書会から、まず〈方法論ゼミ〉が自然発生した。これは人文学研究一般の方法への導入を目指すものだったが、その後すぐに、院生たちの当該の博士論文執筆のための方法論ゼミへと進化した。2008年、文化記号塾が成立。上述の方法論ゼミとあわせて博士論文の指導に直接関わり始め、妻みち子（名古屋大学名誉教授）がテーマ設定及び実証的研究の要諦を、佳彦が概念化の方法論を指導するという分業体制をとった。2012年、機関誌『文化記号研究』を創刊。
指導した塾生たちの博士論文は以下の通り。趙青「『新古今和歌集』と唐詩の比較修辞研究」2008年、何純慎「台湾近代女子教育の初期成立史研究ー植民地と女子教育ー」2008年、香川由紀子「明治女性の西欧受容ー手仕事と服飾に見るモラルの変容ー」2008年、王閏梅「梁啓超の近代観ー思想的矛盾とその展開ー」2010年、許時嘉「明治日本の文明言説と植民地統治ー台湾統治をめぐってー」2010年、劉海燕「台湾新文学運動の初期的展開ー1920年代植民地知識人青年の近代探索ー」2012年、坂本麻裕子「修身教育の形成と近代的エートスー寓話・童話・昔話における〈子ども〉の役割ー」2012年、方光鋭「中国清末民初期の修身教科書と日本」2013年、賴鈺菁「幕末・明治初期における「諫言」の変遷と終焉ー下級武士の忠誠観を中心にー」2013年、韓韡「中国近代女子教育における日本受容」2014年、金三淑「暗号化の文学的手法と植民地的実存ー李箱解釈の一視座ー」2015年、朴雪梅「清末における在日中国人女子留学生の出版活動」2017年、宋暁煜「清末における進化論の翻訳：西洋と日本からの進化論導入」2018年。

### 〈絵本の森・哲学の森〉：全体ファンタジーの目標再設定期（2013年頃 - 現在まで）
足元の伝統（東洋的伝統）を歴史時代に限って考える場合、その大半は〈東洋的専制〉として総括されうる。しかしその際、「制度化できない余剰としての民衆文化それ自体のルーツはどこにあるのか」というテーマが必然的に生じることになる。この問いに対し、日本の縄文・弥生文化に色濃く残る汎アニミズムにまで遡行して、それを装飾芸術のアニミズム性という観点から総体的に分析記述したのが、2014年に上梓したアニミズム論 Animistic Cosmology in Japanese Decorative Art である。そしてそれはそのまま、理論の実践という形で、絵本、児童書、画文集の創作へとつながっていった。これはまた、前野にとって、絵画と散文詩、挿絵と全体ファンタジーの総合という大きな意味をもつ企画でもあった。「絵画とテクストの総合が一つの心象のタブローにおいて結合するとき、そこには近代人の知らない記号表現の未知の領域、そして太古以来の既知の領域、洞窟内での加入礼儀礼に接近する表現の領域が広がる」と前野は総括している。この創作理念はまた、〈心の洞窟〉としても定義されている。この理念を実践した結果、現在までの成果は以下の通りである。
また、2022年1月からは〈定位哲学講座〉を開講し、YouTube動画で日本の近代化と憲政史について論じる「近代的定位の根源」、近代音楽を文化史的哲学的視点から論じる「ギターに響く近代」という動画シリーズを配信している。

## 著作

### 著書
- Yoshihiko Maikuma, Der Begriff der Kultur bei Warburg, Nietzsche und Burckhardt. Hain Verlag bei Athenäum, 1985.（毎熊佳彦著『ワールブルク、ニーチェ、ブルクハルトにおける文化の概念』）
- 『東洋的専制と疎外ー民衆文化史のための制度批判』（毎熊佳彦著）私家版、1987年。
- 『言語記号系と主体―一般文化学のための註釈的止観―』言叢社、2006年。
- 『散歩の文化学1，2』法政大学出版局、2009年。
- 『事件の現象学1，2』法政大学出版局、2009年。
- 『形而上の中世都市』法政大学出版局、2010年。
- 『中世的修羅と死生の弁証法』法政大学出版局、2011年。
- 『魔術の文法学―記号論的エッセー』テクネ、2014年。
- Animistic Cosmology in Japanese Decorative Art: Compositional Principle of Elemental Symbolism,   Texnai, 2014.
- 『抒情的オカルティズムと内的共同体』テクネ、2015年。
- 『近代日本研究の方法的基礎―ハーバート・ノーマンをモデルとするイデオロギー分析概論と演習』テクネ、2015年。
- 『コロナ・ノート―新しい共同性の模索―』テクネ、2020年。

### 翻訳書
- ヴァルター・ブルケルト『ホモ・ネカーンス』法政大学出版局、2008年。
- フランセス・イエイツ『ジョルダーノ・ブルーノとヘルメス教の伝統』工作舎、2010年。
- ヤーコプ・フォン・ユクスキュル『動物の環境と内的世界』みすず書房、2011年。
- フランツ・ボアズ『北米インディアンの神話文化』（編・監訳）中央公論新社、2013年。
- ミルチャ・エリアーデ『加入礼・儀式・秘密結社：神秘の誕生ー加入礼の型についての試論』法政大学出版局、2014年。

### 絵本・児童書
- 『ひかりの子供たち―ロラとサオリの物語―』テクネ、2017年。
- 『クラとホシとマル―お花畑ができるまで―』テクネ、2018年。
- 『海に向いた絵―悼む人たちへ―』テクネ、2018年。
- 『長い長い旅―宇宙童話―』テクネ、2018年。
- 『縄文杉物語―神様の取り替え子との植樹祭―』テクネ、2019年。
- 『川をさかのぼる話』YouTube動画絵本、2019年。
- 『はじめての山登り』テクネ、2019年。
- 『色はいろいろ』テクネ、2019年。
- 『火星のおてんきあめーキビオと林間学校のなかまたちー』（第一部：生き物たちのほんとうのしあわせ、第二部：箱舟、第三部：光と闇）テクネ、2020年。
- 『水の惑星』（第一部：岩清水、第二部：七夕、第三部：ダム、第四部：古代海）テクネ、2021～2023年。

### 画文集
- 『サバンナの仲間たち―わたしたちの故郷への心象旅行―』（前野佳彦画文集Ⅰ）、テクネ、2018年。
- 『日本の風景―神々と精霊とわたしたち―』（前野佳彦画文集Ⅱ）、テクネ、2019年。